# نوربرتو فونتانا

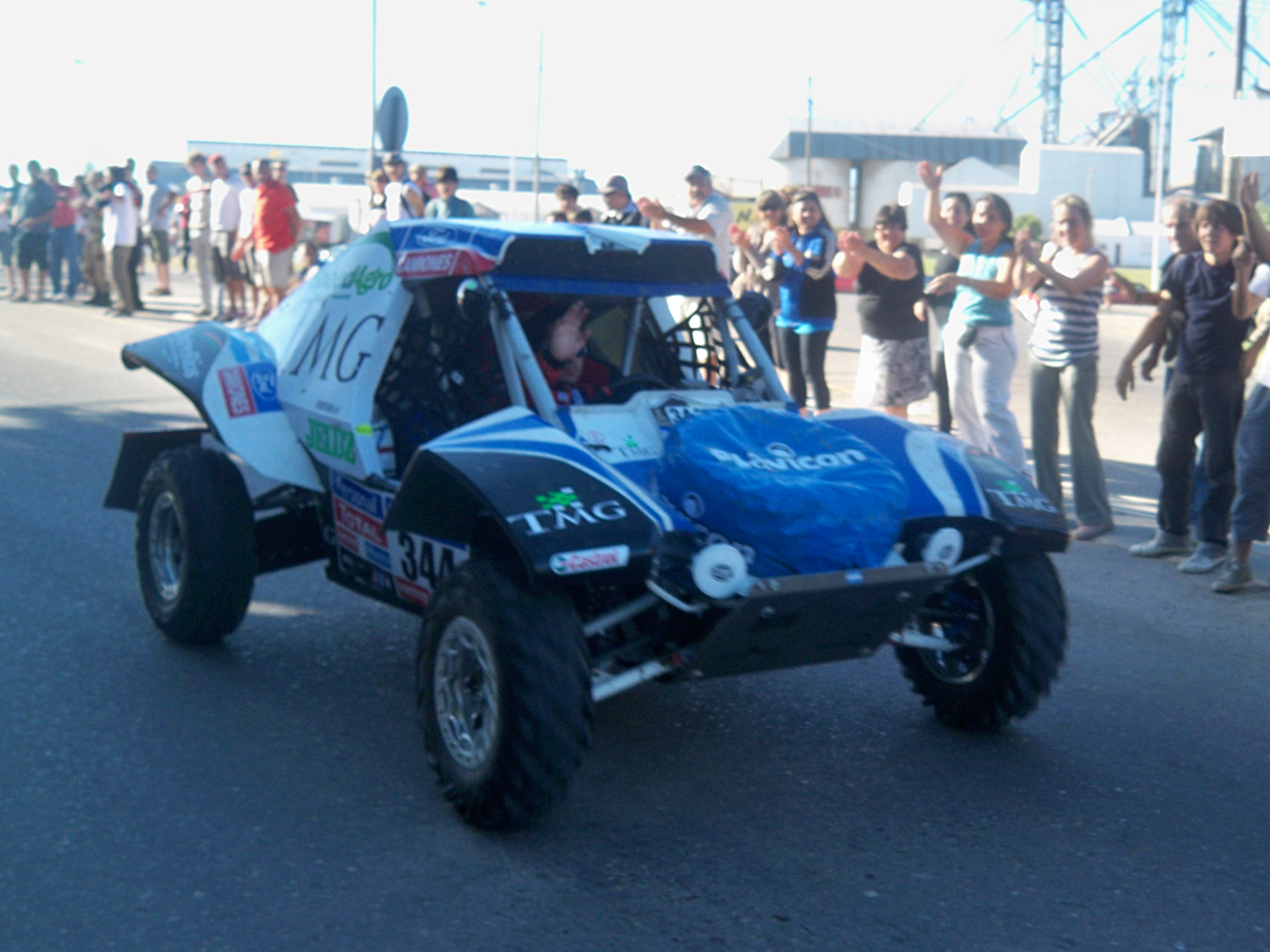
خودروی نوربرتو ادگاردو فونتانا - ۲۰۱۱

نوربرتو ادگاردو فونتانا (اسپانیایی: Norberto Edgardo Fontana‎؛ زادهٔ ۲۰ ژانویهٔ ۱۹۷۵ در آرسیفس، بوئنوس آیرس) رانندهٔ مسابقات اتومبیل‌رانی اهل آرژانتین است که در فصل ۱۹۹۷ در مجموع در چهار گراند پری از مسابقات جهانی فرمول یک شرکت کرد، اما موفق به کسب هیچ امتیازی نشد.